# Rašće
Rašće (cyr. Рашће) – wieś w Bośni i Hercegowinie, w Republice Serbskiej, w gminie Novi Grad. W 2013 roku liczyła 174 mieszkańców.